# Dialeurodes psychotriae
Dialeurodes psychotriae là một loài côn trùng cánh nửa trong họ Aleyrodidae, phân họ Aleyrodinae.
Dialeurodes psychotriae được Dumbleton miêu tả khoa học đầu tiên năm 1961.